# Alabama Junior Pettis
Coleman Pettis Junior (* um 1935 in Alabama, USA; † April 1988), bekannter als Alabama Junior (oder Jr.) Pettis, war ein US-amerikanischer Bluesgitarrist. Er arbeitete unter verschiedenen Pseudonymen, darunter Daddy Rabbit, Alabama Junior und Junior Pettis.
Als Kind lernte Pettis das Gitarrespielen von seiner Mutter. Als Teenager verdiente er solo und in einem Duo sein erstes Geld mit der Musik. 1952 ging er nach Chicago, wo er in den Clubs den Chicago Blues und vieles seiner prominenten Vertreter kennen lernte. 1956 spielte er Bass bei Little Walter und musizierte mit Big Walter Horton und J. B. Hutto.
Sein wichtigstes Vorbild war Lee Jackson, mit dem er drei Jahre lang als Rhythmusgitarrist zusammenarbeitete. Am bekanntesten dürfte Pettis für seine Kooperation mit Magic Slim zwischen 1973 und 1983 sein. Pettis ist auf verschiedenen Alben Magic Slims an der Gitarre zu hören, wobei er gelegentlich auch sang und am Entstehen von Songs beteiligt war.
1987 nahm Pettis ein eigenes Album unter dem Namen „Alabama Jr. Pettis & The Teardrops“ für Wolf Records auf, Chicago Blues Session Volume 4. 1988 starb er an Krebs.